# Abandoned Love
"Abandoned Love" es una canción del músico estadounidense Bob Dylan grabada en 1975 y publicada oficialmente en el álbum recopilatorio de 1985 Biograph.
La canción fue grabada originalmente para su inclusión en el álbum de estudio de 1976 Desire, pero fue sustituida en favor de "Joey". "Abandoned Love" fue compuesta durante el periodo de ruptura de Bob con su por entonces esposa, Sara Dylan. Sólo se conoce una interpretación en directo del tema, llevada a cabo en el "Other End" en Greenwich Village el 3 de julio de 1975, durante un concierto junto a Ramblin' Jack Elliot. Paul Cable, en su libro Bob Dylan: His Unreleased Recordings, describió la versión en directo de "Abandoned Love" como una "canción bonita, misteriosa, tan buena como las letras de Blonde on Blonde y con una melodía inusual y perfecta."

## Versiones
- Everly Brothers: Born Yesterday (1985); Wings of a Nightingale (1998)
- Sean Keane: All Heart No Roses (1993)
- George Harrison: Artifacts I - The Definitive Collection of Beatles Rarities 1969-1994 (1995)
- Chuck Prophet: Outlaw Blues, Volume 2 (1995)
- Michel Montecrossa: Born in Time (2000)
- Barb Jungr: Every Grain of Sand: Barb Jungr Sings Bob Dylan (2002)
- David Michael Moore: Paupers, Peasants, Princes & Kings: The Songs Of Bob Dylan (2006)